# Новотерсянское
Новотерсянское (укр. Новотерсянське) — село,
Дебальцевский сельский совет,
Васильковский район,
Днепропетровская область,
Украина.
Код КОАТУУ — 1220784107. Население по переписи 2001 года составляло 38 человек.

## Географическое положение
Село Новотерсянское находится на правом берегу реки Верхняя Терса,
выше по течению на расстоянии в 1 км расположено село Весёлый Кут,
на противоположном берегу — сёла Николай-Поле (Новониколаевский район) и Новогригоровка (Новониколаевский район).
Рядом проходит автомобильная дорога Т-0408.